# K-pop
El K-Pop (abreviació de Korean popular music, lit. ‘música popular coreana’), també denominat pop coreà, és un gènere musical que inclou diferents estils com ara la música dance electrònica, el hip-hop, el rap, el rock, l'R&B, etc., i que es refereix específicament a la música popular de Corea del Sud.

## Història
L'aparició del grup Seo Taiji and Boys el 1992 va marcar un punt important al panorama musical popular coreà, ja que el grup va incorporar gèneres occidentals com el hip-hop, el rock, i el techno. L'enorme èxit de Seo Taiji and Boys a Corea així com de grups experimentals similars com ara Panic, van marcar la tendència de l'actual generació d'artistes K-Pop. Després de Seo Taiji and Boys, actes més orientats cap al ball varen començar a dominar l'escena de la música popular coreana dels anys 1990.
El 1995 l'empresari de Corea, Lee Soo Man va fundar l'agència de talents i el segell discogràfic més gran de Corea del Sud, la SM Entertainment. A finals del 1990, les empreses YG Entertainment, JYP Entertainment, DSP Entertainment i FNC Music van entrar en escena i van començar a produir futurs talents.
L'èxit de Seo Taiji & Boys va portar una nova audiència al K-pop: els adolescents, el que va comportar l'aparició de les anomenades "Idol Bands" (grups d'ídols); és a dir, grups formats per nois i noies joves, a l'estil boysband o girlsband, o dit altrament i ficant exemples, Back Street Boys i Spice Girls. El 1995 neix H.O.T, nom de la que es considera la primera banda coreana d'estil idol band. Arran d'H.O.T. han anat succeint altres grups com ara Sechs Kies, SES, Fin.KL, NRG, Shinhwa i GOD.
A la dècada del 2000, el K-pop, formant part de l'onada coreana, va començar a expandir-se ràpidament, sobretot per Àsia. El primer cantant coreà que encapçalà aquest lideratge al capdavant de l'Oricon del Japó va ser BoA. Aquesta també és l'època de Rain que va començar a guanyar popularitat. La dècada ha vist aparèixer una nova generació d'ídols bans, tals com TVXQ, Super Junior, SS501, Big Bang, SHINee, 2PM, Wonder Girls, Girls' Generation, 2NE1 i Kara. Aquests grups han col·laborat amb productores americanes i europees, com ara, 2NE1 que ha treballat amb l'exmembre de Back Eyed Peas Will.I.Am, mentre que el 2012 el Tour Alive de Big Bang va ser dirigit per Laurieann Gibson.
L'expansió de l'interès pel K-pop quedà palès amb la creació el 2011 per part de Billboard de la llista de 100 grups de K-pop més venuts.
El 2012 el K-pop fa un pas de gegant als mitjans de comunicació occidentals gràcies a la cançó Gangnam Style de PSY, que va difondre arreu d'Internet, i, per consegüent, del món sencer, la cultura K-Pop, tot i ser aquesta una cançó paròdia precisament del que és, al cap i a la fi, el K-Pop: Artistes preformats. Sigui com sigui, l'onada “Gangnam Style” va crear tal fenomen arreu del món que avui en dia la cançó s'ha classificat a com el vídeo més vist a la història del YouTube, destronant a Lady Gaga i Justin Bieber.

## Característiques
D'acord amb un article de la revista Rolling Stone, el K-pop és una barreja de gèneres com el pop, rock, hip-hop, R&B i música electrònica.
Més de 60 grups de nois i noies es produeixen cada any a Corea, raó que fa que s'acostumi a posar l'etiqueta de “fàbrica d'estrelles” al fenomen K-pop. Molts d'aquests grups desapareixen poc després d'haver aconseguit entrar en el top u de les llistes d'èxits. El K-pop és una indústria de ritme ràpid i d'alta competència, cosa que va d'acord amb el Korea Times. La majoria de les cançons del K-pop passen molt poc temps a les llistes de música i és difícil veure un èxit liderant diverses setmanes el Top Vendes. El format bàsic es construeix generalment a l'entorn d'un cor de veus enganxós i una espectacular forma de dominar el ball que acompanya, òbviament, la cançó. Seria, per exemple, el cas de la cantant de música K-pop Gee, exmembre de Girls' Generation. Les cançons són comercialitzades durant un o dos mesos i després noves cançons n'ocupen el lloc.
L'experiència visual és una part integrant del K-pop, que busca una aparença prototip del físic de l'artista i de la seva roba. En aquest sentit, els efectes visuals dels concerts i dels vídeos llueixen per espectacularitat. Els vídeos del K-pop són, sovint, vius, colorits, estridents, extravagants i en comparació als tradicionals vídeos de pop, poden ser més xocants o incomprensibles.
Les cançons del K-pop són escrites per compositors experimentats, alguns d'ells nascuts o criats als EUA, com és el cas del Teddy Park. Però també hi ha altres compositors i productors que són aquests americans i europeus (seria el cas de Will.I.Am o Sean Garrett) que cedeixen cançons als artistes coreans. Alguns ídols del K-pop que componen i escriuen les seves pròpies cançons són, per exemple, Tablo, G-Dragon, i els membres de CN Blue i Block B.

### Ball
El ball és també una part integral del K-pop. S'acostuma a combinar diversos cantants entre ells que s'intercanvien de lloc i van ballant al ritme de moviments ràpids sincronitzats els uns amb els altres i pensats, o en qualsevol cas aquesta és la impressió, per ser captats per la càmera. Des dels inicis de Seo Taiji & Boys, els cantants del K-pop utilitzen aquesta tècnica de nom "formació canviant" convertint-se en un punt d'inflexió per a l'establiment de la coreografia del K-pop.

### Moda
El K-pop també és el causant de la moda, especialment a Àsia, on la roba i accessoris utilitzats per les estrelles del K-pop així com els pentinats i les marques de cosmètics són els més buscats pels joves d'aquests països. Diferents marques de moda han llençat de fet còpies de la roba que utilitza cadascun d'aquests ídols. Serien exemples pel que fa a aquesta manera de consumir moda els 2NE1, i G-Dragon, líder de Big Bang. Alguns dissenyadors occidentals han treballat amb ídols del K-pop, per exemple, Jeremy Scott, que ha proclamat a CL, líder de 2NE1, com una de les seves muses.